# سنجوس
السُّنْجُوس أو الطائر ذو الرأس السميك (الاسم العلمي: Pachycephala)، جنس من الطيور موطنها أوقيانوسيا وجنوب شرق آسيا. وتُعرف باسم الصفاريات النموذجية. قد تشير إليها الكتب الإرشادية القديمة باسم الرؤوس السميكة، وهي ترجمة حرفية لأسم العلمي، وهو مشتق من المصطلحات اليونانية القديمة pachys «سميك» + kephale «رأس». نشأت هذه السلالة في أسترالو- بابوان، ثم استعمرت الأرخبيل الإندونيسي والفلبيني من الغرب وأرخبيل المحيط الهادئ من الشرق. يضم 48 نوع.